# آمال ياسين
آمال ياسين ممثلة عراقية (-) اشتهرت خلال فترة الثمانينيات ونالت شهرة واسعة من خلال المسلسلات التلفزيونية العراقية و العربية المشتركة.

## مشوارها المهني
درست الموسيقى في كلية الفنون الجميلة (بغداد) بدايتها كانت كعازفة بيانو وشاركت في عدة حفلات كانت تقام في المعهد سنوياً
انطلاقتها في التمثيل كانت في العام 1979 في فليم (تحت سماء واحدة) للمخرج منذر جميل ثم توالت بعدها الأعمال التلفزيونية وكان أول مسلسل تلفزيوني اشتركت فيه مسلسل (جنوح العاطفة ) من تأليف صباح عطوان،إنتقلت بعدها إلى إقليم كردستان

## أعمالها

### في التلفزيون
| سنة الإنتاج | اسم المسلسل              | الشخصية        |
| ----------- | ------------------------ | -------------- |
|             | بيت الحبايب              | نهلة           |
|             | قبل رحيل المواسم         |                |
|             | الكبرياء تليق بالفرسان   |                |
| 1979        | جنوح العاصفة             |                |
| 1981        | بضاعة تحت الطلب          | هيفاء          |
| 1981        | النعمان الأخير           | الملكة فارعة   |
| 2000        | الزمن والغبار            |                |
| 2000        | مناوي باشا               | المرأة الريفية |
| 2001        | شخصيات لم ينصفها التاريخ |                |
| 2007        | أمطار النار              |                |
| 2007        | المصير القادم            |                |
| 2009        | بيت الطين ج1،2           |                |
| 2010        | بيت الطين ج3،4           |                |
| 2010        | صيف ودخان                |                |
| 2010        | صدى الماضي               |                |
| 2011        | الهروب المستحيل          |                |

### في السينما
| سنة الإنتاج | الفيلم            | الشخصية |
| ----------- | ----------------- | ------- |
| 1969        | رجل لا يعرف الخوف |         |
| 1979        | تحت سماء واحدة    |         |
| 2011        | في أقاصي الجنوب   |         |